# Cheissoux
Cheissoux é uma comuna francesa na região administrativa da Nova Aquitânia, no departamento de Alto Vienne. Estende-se por uma área de 10,21 km². Em 2010 a comuna tinha 193 habitantes (densidade: 18,9 hab./km²).